# Positivismusstreit
Con Positivismusstreit s'intende in tedesco la controversia (o disputa, o diatriba) sul positivismo, uno scontro epistemologico fra gli allievi di Karl Popper come Hans Albert, dunque esponenti del razionalismo critico e del suo metodo scientifico, e allievi di Theodor Adorno come Jürgen Habermas, dunque esponenti della Scuola di Francoforte e del suo metodo dialettico.
Lo scontro prese avvio col nome di Methodenstreit a Tubinga nell'ottobre del 1961, in occasione del Congresso indetto dalla Società Tedesca di Sociologia sul tema Logica delle scienze sociali. Nel 1963, il dibattito fu riscaldato da Jürgen Habermas nel Festschrift für Adorno (scritti in onore di Adorno). Il dibattito divenne più intensamente critico nel Giorno della Sociologia a Heidelberg, quando Herbert Marcuse si unì alla discussione. Sorse un vivace dibattito letterario tra Habermas e Hans Albert e il positivismo divenne il centro della discussione.
I partecipanti discussero anche sulla questione se il razionalismo critico di Popper e Albert avesse avuto ripercussioni sui problemi etici. La Scuola di Francoforte riteneva che ciò fosse impossibile, perché come filosofia della scienza, il razionalismo critico si considera limitato al campo della conoscenza.
La famosa disputa ha ispirato una raccolta di saggi, che sono stati pubblicati nel 1969 e tradotti in diverse lingue. 

## Oggetto del contendere
La disputa ha il suo fondamento nella controversia sul giudizio di valore (Werturteilsstreit) nella sociologia e nell'economia tedesca intorno alla questione se le scienze sociali siano o meno una dichiarazione obbligatoria normativa in politica e le sue misure applicate in azioni politiche, e se le loro misure possano o no essere giustificate scientificamente. Di conseguenza, la disputa sul positivismo viene anche chiamata secondo Werturteilsstreit.
Il precursore del dibattito sul positivismo può essere fatto risalire al saggio di Max Horkheimer Der neueste Angriff auf die Metaphysik ("L'ultimo attacco alla metafisica") pubblicato nel 1937, che critica il positivismo logico del Circolo di Vienna. La prolungata critica del positivismo ha portato alla formazione di due campi: da una parte troviamo il "razionalismo critico" avanzato da Karl Popper e dall'altra parte la "teoria critica" avanzata dalla Scuola di Francoforte. Questo punto di vista è stato rafforzato dal fatto che l'opera principale di Popper, Logica della scoperta scientifica, è stata pubblicata inizialmente (1934) nella serie di libri principale del Circolo di Vienna. Popper, tuttavia, si considerava un oppositore del positivismo, e il suo lavoro più importante era un attacco acuto ad esso.
Entrambi i campi accettano che la sociologia non può evitare un giudizio di valore che inevitabilmente influenza le conclusioni successive. Nel razionalismo critico l'approccio scientifico dovrebbe essere mantenuto in sociologia, e ovunque l'uso di un metodo di induzione non sia possibile, dovrebbe essere evitato. Ciò conduce a una sociologia che ha un terreno solido nelle osservazioni e deduce assicurazioni che non possono essere ignorate in politica.
Per il razionalismo critico, la sociologia è meglio concepita come un insieme di domande empiriche soggette a indagini scientifiche. La "teoria critica" della Scuola di Francoforte, al contrario, nega che la sociologia possa essere separata dalla sua eredità "metafisica"; le domande empiriche sono necessariamente radicate in questioni filosofiche sostanziali. Basandosi su concetti tratti da tradizioni hegeliane e marxiane, la teoria critica concepisce la società come una totalità concreta, un ambiente sociale come per esempio la famiglia, l'autorità o i mass media, che formano la coscienza individuale.
Secondo la scuola di Francoforte, è importante scoprire i meccanismi della società per consentire alle persone di superare le difficoltà. Il razionalismo critico considera questo obiettivo impossibile e qualsiasi tentativo (che modifica la società con possibili deduzioni non scientifiche) pericoloso. La scuola di Francoforte contrappone il razionalismo critico a se stesso, impedendo di porre domande scientifiche quando non sono disponibili alcuni metodi. Guardando indietro nella storia, "Non è la coscienza degli uomini che determina il loro essere, ma la loro esistenza sociale che determina la loro coscienza" (Karl Marx). L'esistenza sociale determina anche la mentalità degli scienziati. Tutte le ipotesi generate dagli scienziati (che dovrebbero essere falsificate) sono limitate al pensiero di questa società. Mentre il razionalismo critico fornisce metodi che dovrebbero avere un'influenza sulla società, è questa totalità che rende le riforme sostenute da Popper inefficaci per cambiamenti evidenti.
Popper, al contrario, sosteneva che la visione della scuola di Francoforte fosse un'ideologia storicista che non riusciva a vedere come ogni tentativo di provocare un cambiamento totale della società (cioè la rivoluzione) portasse alla violenza, e che la società dovrebbe essere  cambiata preferibilimente passo dopo passo (attraverso le riforme) risolvendo problemi specifici e abolendo mali specifici. Secondo Popper, le persone, compresi gli scienziati, sono libere di decidere e sono forse limitate dalla loro esistenza sociale, ma non totalmente determinate da essa. I cambiamenti potrebbero quindi sembrare inefficaci e molto lenti, ma si accumuleranno nel tempo. Popper pensa che sia il male minore rispetto alle rivoluzioni violente, dal momento che tali riforme possono essere annullate se si rivelano solo peggiorative, mentre le rivoluzioni di solito portano a lunghi periodi di tirannia. Quindi, per Popper, il metodo delle riforme dovrebbe essere preferito.